# Катерина Тельничанка
Катерина або Катажина Тельничанка, також Катерина Охштат Тельніц (пол. Katarzyna Telniczanka, Katarzyna z Ochstatów Kościelecka, чеськ. Kateřina Telničanka; 1480—1528) — польська шляхтянка, родом з Сілезії (тому у деяких джерелах вона називається Слєнжанкою). Була коханкою короля Сигізмунда I Старого і матір'ю трьох дітей від монарха. Згодом дружина підскарбія коронного А. Кошьцєлецького.

## Біографія
Катерина, яка, як вважається, не була шляхетного походження, можливо, взяла своє прізвище від місця свого походження — села Терніце в Моравії. У джерелах того часу Катерина називалася фрау Катріна Тілліцерін, фрау Катаріна фон Стельніч або Катаріна де Ельштин. Зазначені форми прізвища вважаються спотвореннями первісної форми прізвища де Тельніц. Однак її справжнє прізвище, можливо, було Охштат.
Скоріш за все вона була міщанкою, яка лише для маскування свого стану називала себе пані де Тельніц. На думку доктора Малгожати Дучмал, фахівця з генеалогії Ягеллонів, Катажина Тельничанка (як її зазвичай називають) найімовірніше була найнята на службу до двору польської королеви-матері Єлизавети Ракушанки. Там її і побачив Сигізмунд.
Катерина стала коханкою короля Сигізмунда I приблизно в 1498 році, у якого померла дружина Барбара Запольська.
Існують відомості, що сином Сигізмунда і Катерини був
Януш, згодом віленський, а пізніше познаньський епіскоп.
Народила Регіну (1500—1526), одружену близько 1518 року з Єронімом Шафранцем, старостою Цешинська (помер 1556/59), та Катерину (1503—1548), яка після 1522 року вийшла заміж за Юрія II, графа Монфорта в Пфаннберзі (помер 1544).
Для Сигізмунда Катерина була більше ніж коханкою. Вони жили разом, любили одне одного, мали дітей. Цей союз пережив багато. Однак він не зміг пережити коронацію короля. Сигізмунд I усунув Катерину у 1509 році, коли почав серйозно замислюватися над укладенням шлюбу. Однак він забезпечив їй захист у вигляді щорічної пенсії в розмірі 100 дукатів, будинку на вулиці Брацькій у Кракові та влаштував її шлюб з дипломатом і піскарбієм Анджеєм Косцєлецьким. Це викликало велике обурення родичів, яке вони демонстрували, наприклад, виходячи із сенату, коли там з'являвся підскарбій.
Чоловік Катерини помер 6 вересня 1515 року, після шести років шлюбу. У декілька місяців після смерті чоловіка у 1518 р. Катерина народила дочку — Беату, яка, за чутками, також була дитиною Сигізмунда. Тому не дивно, що Беата користувалась
особливим до себе ставленням королівського двору у
Кракові, де вона виховувалась. Саме там вона й зуміла
привернути до себе увагу молодого князя Острозького, за якого вийде заміж і стане матір'ю Гальшки Острозької; пізніше — дружиною сєрадзького воєводи Ольбрахта Ласького.
Останні роки життя Катерина провела поруч із сином Яном у Вільно, на якого вона мала значний вплив. Вона брала участь у придворних розвагах, займалася знахарством і чаклунством. Вона намагалася налагодити тісніші стосунки з єпископом Пшемильським Петром Томіцьким та великим королівським канцлером Кшиштофом Шидловeцьким. Катерина Тельничанка померла у Вільно і була похована 11 грудня 1528 року в костьолі на Клепажу в Кракові.